# 片山直登
片山 直登（かたやま なおと、1960年 - ）は、日本の経営工学者。2024年4月1日より流通経済大学学長。同大流通情報学部教授。東京都出身。

## 人物
専攻は経営工学、オペレーションズリサーチ。

研究領域は専攻分野の知見を物流・ロジスティクス分野へ応用した、物流施設の立地条件最適化と輸送経路の最適化・効率化。

日通総合研究所等、産業界からの物流・ロジスティクスに関する委託研究について業績を持つ研究者である。

## 経歴
- 1978年 - 神奈川県立厚木高等学校卒業
- 1982年 - 早稲田大学理工学部工業経営学科卒業
- 1984年 - 早稲田大学大学院理工学研究科工業経営分野博士前期課程修了
- 1987年 - 早稲田大学理工学部工業経営学科助手
- 1988年 - 早稲田大学大学院理工学研究科工業経営分野博士後期課程単位取得退学
- 1990年 - 金沢工業大学工学部経営工学科専任講師
- 1996年 - 流通経済大学流通情報学部流通情報学科助教授
- 2002年 - 流通経済大学流通情報学部流通情報学科教授（現在に至る）
- 2010年 - 流通経済大学大学院物流情報学研究科博士課程修了（物流情報学博士）
- 2011年 - 流通経済大学学生部長（2012年まで）
- 2012年 - 流通経済大学学長補佐[2]
- 2013年 - 流通経済大学教務部長（2016年まで）
- 2015年 - 学校法人日通学園理事、評議員
- 2016年 - 流通経済大学教育学習支援センター長
- 2017年 - 流通経済大学流通情報学部学部長（2021年3月まで）
- 2021年 - 流通経済大学副学長(教務担当)[3]（2024年3月まで）、教務部長（2023年3月まで）
- 2024年4月 - 流通経済大学学長[4]

## 著書
単著
- 『シリーズ応用最適化 ネットワーク設計問題』（2008年、朝倉書店、ISBN 978-4254117875）

共著
- 『基礎と実戦 FORTRAN(第2種情報処理受験対策)』（1989年、技術書院 ISBN 978-4765490092)※広尾純,百合本茂,開沼泰隆との共著。
- 『ロジスティクスのOR』（1998年、槇書店、ISBN 978-4837506515）※百合本茂,増井忠幸との共著。
- 『ロジスティクスの計画技法―ロジスティクスの分析・設計で用いられる手法』（2015年、流通経済大学出版会 ISBN 978-4947553669）※百合本茂,増田悦夫との共著。

分担執筆
- 『応用数理計画ハンドブック』（2002年、朝倉書店 ISBN 978-4254270211）

ほか

## 論文
- 「ロジスティクスネットワークにおける製品の工場割り当て問題」(「日本物流学会誌」(日本物流学会)) No.12, p111-118, 2004年,NAID 130004088156
- 「A Combined Matheuristics for Service Network Design Problem」(「The International Federation of Logistics and SCM Systems」)(Vol.8) p11-20,2015年
- 「A Combined Capacity Scaling and Local Branching Matheuristic for the Hop-Constrained Multicommodity Network Design Problem」(「Far East Journal of Applied Mathematics」)(Vol.94(3)), p185-215, 2016年
- 「A Combined Matheuristic for the Piecewise Linear Multicommodity Network Flow Problem」(「Asia-Pacific Journal of Operational Research」)(Vol.34No.6), 2017年
- 「A Combined Fast Greedy Heuristic for the Capacitated Multicommodity Network Design Problem」(「Journal of the Operational Research Society」)(Vol.70, No.11)p1983-1996, 2019年
- 「MIP Neighborhood Search Heuristics for a Service Network Design Problem with Design-Balanced Requirements」(「Journal of Heuristics」）(Vol.26, No.4) p475-502, 2020年)

ほか多数

## 所属学会
- 日本経営工学会
- 日本オペレーションズリサーチ学会
- 土木学会
- 日本物流学会
- 日本ロジスティクスシステム学会
- Institute for Operations Research and the Management Sciences

## 学会発表・講演
- 「タブサーチを用いた交通ネットワークデザイン問題の解法」(日本経営工学会,1993年)
- 「予算制約をもつ離散型交通ネットワーク計画問題の解法」(土木学会,1994年)
- 「混載輸送ネットワーク設計問題に対するLagrange緩和法」(土木学会,2003年)
- 「A Capacity Scaling Heuristics Method for the Multi-commodity Capacitated Network Design Problem」(「International Seminar on Applied Mathematics for Real World Problems」,2006年,日本)
- 「容量スケーリングと局所分枝を用いた容量制約をもつネットワーク設計問題の解法」(日本ロジスティクスシステム学会,2011年)
- 「Combining Capacity Scaling and Local Branch Approaches for the Logistics Network Design Problem,」(「Proceedings of the 21st International Conference on Production Research」,2011年,ドイツ連邦共和国)
- 「大規模な容量制約をもつネットワーク設計問題の近似解法」(日本ロジスティクスシステム学会,2018年)

ほか多数

## 委託研究
日通総合研究所
- 「東京港における物流動向の調査」（2001年）
- 「地方港におけるコンテナ物流の調査」(2002年)
- 「地方空港の現状調査」(2003年)
- 「港湾選択に関する調査」(2004年)

住友ゴム工業
- 「生産工場の再配置分析」(2002年)
- 「工場内の構内交通シミュレーション分析」（2008年）

ほか

## 助成研究
- 「環境・社会システムを考慮した統合型物流拠点立地モデルおよび解析システムの開発」(日本ロジスティクスシステム協会,1999年)
- 「統合型モーダルシフトモデルおよび解析システムの開発」(日本ロジスティクスシステム協会,2004年)

## 科学研究費助成事業
- 「都市交通方策を考慮した統合交通システムのモデル化および解析システムの開発」(1996年)
- 「環境配慮型サプライチェーンネットワーク設計モデルおよび解析システムの開発」(2004年～2006年)
- 「環境を考慮した統合的サプライチェーンネットワーク設計問題の実用モデルと解法の開発」(2009年～2011年)
- 「ロバストネスを考慮したグローバルサプライチェーンネットワーク設計問題の解法の開発」(2013年～2015年)
- 「統合的循環型サプライチェーンネットワーク設計問題の解析システムの開発」(2017年～2020年)

ほか